# FR book
FR Book  — серия электронных устройств для чтения электронных книг, прослушивания mp3-файлов и просмотра изображений в форматах JPEG и BMP.

## FR Book E161
FR Book E161 — первая модель электронной книги, выпущенная на рынок одноимённым российским производителем.

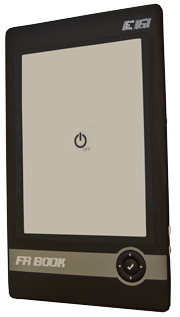

## Описание
FR Book E161 — современная «читалка для книг» в электронном формате с экраном, работающим по технологии E-Ink (электронные чернила). Дисплей устройства маркируется как Vizplex, что означает высокое удобство чтения при низком потреблении энергии. Шестидюймовый экран FR Book E161 позволяет читать электронные документы под любым углом зрения, даже при падении на него прямых солнечных лучей. Разрешение дисплея FR Book E161 составляет 600x800 точек. При этом он передаёт 16 градаций серого, что позволяет не только читать с помощью устройства электронные книги, но и просматривать черно-белые изображения.
Одного полного заряда литий-полимерного аккумулятора Ёмкостью 1000 mAh хватит на 7000 перелистований страниц или до 20 дней работы устройства без подзарядки.
Программное обеспечение в устройстве используется открытое, оно построено на основе ОС Linux.
Подключение к компьютеру производится с использованием стандартного порта USB. Устройство определяется ПК как обычный USB-накопитель. Это позволяет довольно легко переносить электронные книги, музыку и фотографии на устройство.
Нужно отметить, что FR Book E161 выпускается российским производителем.
Конкуренцию FR Book E161 составляют другие устройства на основе электронной бумаги: Lbook, Pocketbook и другие.

## Технические характеристики
- Дисплей:
  - 6" E Ink® Vizplex
- Разрешение дисплея:
  - 800x600
- Процессор:
  - Samsung® S3C2440 AL-40 400 MHz
- Операционная система:
  - Linux
- Оперативная память:
  - 64 Mb
- Постоянная память:
  - 512 Mb
- Слот памяти:
  - SD (до 4 Gb)
- Аудио-выход:
  - 2.5mm stereo (В комплекте поставки имеется переходник на 3.5mm stereo)
- Коммуникации:
  - miniUSB
- Батарея:
  - Li-Polymer (1000 mAh)
- Время работы:
  - 7 000 страниц без подзарядки
- Размер:
  - 118 x 188×8.5 мм
- Вес:
  - 174 г
- Цвет:
  - Чёрный

## Поддерживаемые форматы
- Форматы книг:
  - txt, pdf, html, fb2, epub, rtf, chm
- Форматы изображения:
  - JPEG, BMP
- Форматы аудио:
  - MP3

## Локализация
Локализация
FR Book E161 имеет английский, датский, французский, испанский, русский, португальский, китайский и корейский языки интерфейса.

## Комплект поставки
- В него входит:
  - электронная книга FR Book E161;
  - кабель мини-USB для синхронизации с ПК;
  - обложка и ремешок на руку;
  - плёнка, защищающая экран от царапин и грязи;
  - карта памяти на 2 Гб;
  - переходник для наушников (с 2,5 на 3,5 мм)

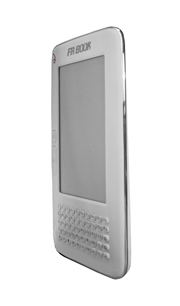

  - подсветка;
  - блок питания.

## FR Book E251
FR Book E251 — вторая модель электронной книги, выпущенная на рынок одноимённым российским производителем.

## Описание
FR Book E251 — устройство для чтения книг в электронном формате, имеющее современный дисплей E-Ink, отображающий 8 градаций серого. Кстати, несмотря на распространение «читалок» с 16-ю градациями серого, 8 остаются на сегодня оптимальным вариантом, так как изображение получается более контрастным. Помимо чтения текстов, экран устройства также даёт возможность просматривать изображения.
FR Book E251 позволяет проигрывать аудиофайлы в форматах MP3, WAV и WMA. Для их прослушивания можно использовать наушники или довольно мощные встроенные стереодинамики. В комплекте с устройством идет карта памяти SD на 4 Гб, есть возможность использования карт объёмом до 32 Гб.
Особенность электронной книги FR Book E251 в том, что её операционная система принадлежит к семейству Windows (Windows CE 5.0). Для данного типа устройств это большая редкость.

## Дизайн
Дизайн корпуса FR Book E251 характеризуется словом «slim», то есть он тонкий и имеет закруглённые края для удобства держания в руке. Корпус изготовлен из пластика белого цвета. Коробка, в которой поставляется «читалка», выполнена из картона в виде удобной книги. Она имеет магнитную застежку.
Особого внимания заслуживает полноценная QWERTY-клавиатура устройства. Она отличается удобством и эргономичностью, а также позволяет управлять всеми функциями электронной книги с её лицевой панели. Для удобства перелистывания кнопки Page Up/Down дублируются с левой стороны экрана.

## Технические характеристики
- Дисплей
  - 5-дюймовый E-ink PVI
- Разрешение дисплея
  - 600x800, 8 градаций серого
- Процессор
  - Ingenic JZ4740, MIPS Xburst, 336 МГц
- Операционная система
  - WinCE 5.0
- Оперативная память
  - 64 МБ
- Постоянная память
  - 512 МБ (не доступна для пользователя)
- Слот памяти
  - microSD (комплектуется картой памяти на 4 Гб)
- Аудио выход
  - 3,5 мм джек
- Коммуникации
  - miniUSB
  - SDIO-слот
  - 3,5 мм джек
- Батарея
  - Li-Polymer (1500 мАч)
- Время работы
  - до 8000 страниц
- Размер
  - 108 х 152×11.6 мм
- Вес
  - 195 гр

## Поддерживаемые форматы
- Форматы книг
  - TXT, HTML, PDF, EPUB, DOC
- Форматы аудио
  - WAV, WMA, MP3
- Форматы изображения
  - JPG,TIF,BMP, PNG, GIF

## Локализация
Локализация
FR Book E251 имеет только русский язык интерфейса.

## Комплект поставки
- В него входит:
  - электронная книга FR Book E251;
  - кабель мини-USB для синхронизации с ПК;
  - обложка;
  - карта памяти;
  - наушники;